# Simonskall

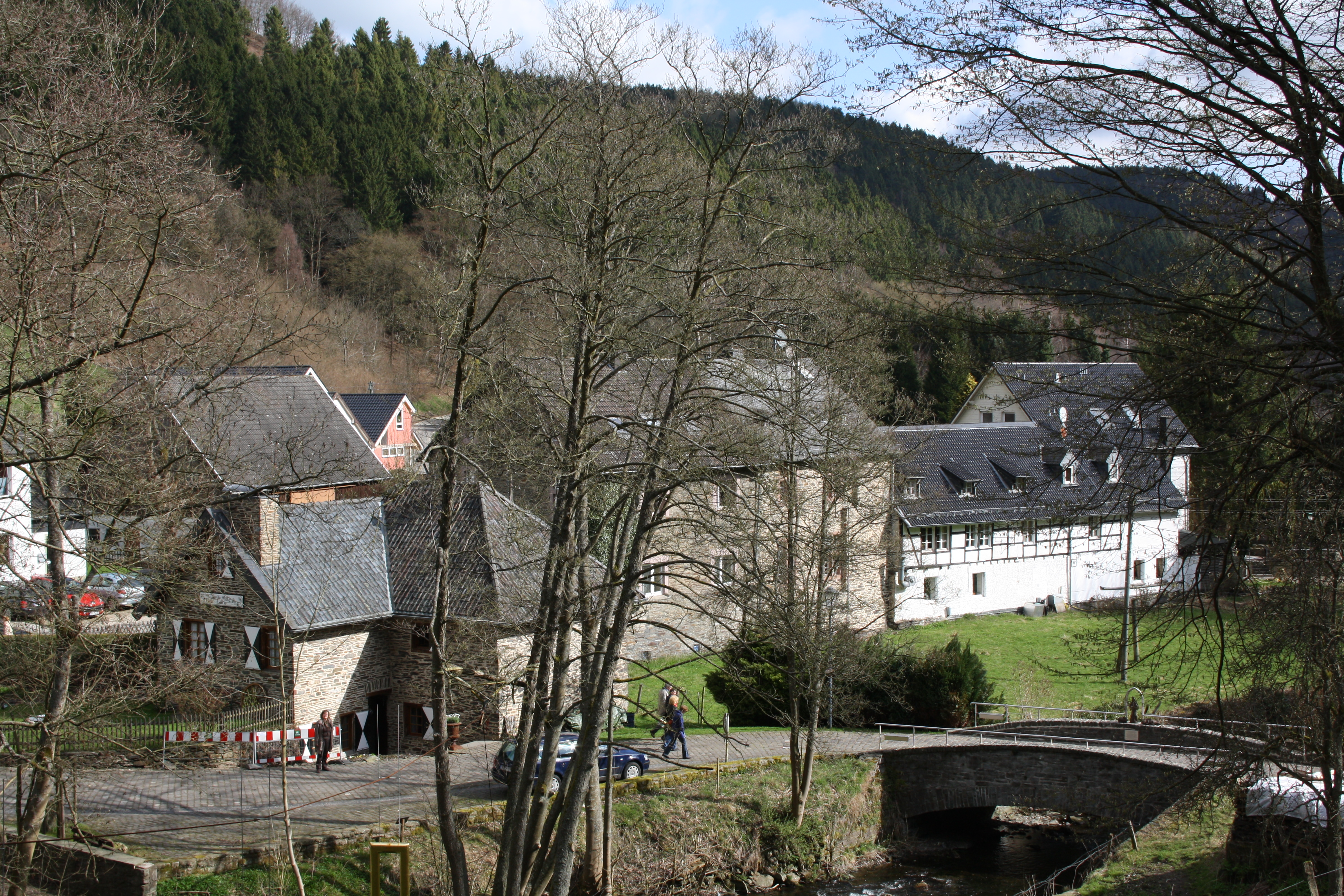
Simonskall von der Marienkapelle aus gesehen

Simonskall ist ein Ortsteil der Gemeinde Hürtgenwald im Kreis Düren, Nordrhein-Westfalen.

## Lage
Der Ort liegt im Nationalpark Eifel in der Rureifel und im Naturpark Nordeifel in der Eifel. Nachbarorte sind Rollesbroich (Gemeinde Simmerath), Vossenack und Raffelsbrand. Simonskall liegt im tief eingeschnittenen Kalltal – etwa einen Kilometer entfernt von der Bundesstraße 399. Von Vossenack führt eine Serpentine in das Kalltal.

## Geschichte
Am 3. Juli 1608 wurde der Grundstein für den Ort Simonskall gelegt. Dies belegt eine Urkunde des Herzogs von Jülich, die den Gebrüdern Schobinger den Bau einer Glashütte und Seifensiederei im Gebiet „op der callen“ genehmigte.
Der Ortsname „Simonskall“ geht auf den Hüttenmeister Simon Kremer zurück. Der Kremer-Hof, die sogenannte Burg, entstand 1643. Seine Größe betrug 30 × 35 Meter. Kremer betrieb eine Eisenhütte im 7 km entfernten Zweifallshammer. Besitzer der Burg war unter anderem ein Franz Scholl aus Schmidt. Die Hütte wurde 1816 stillgelegt.
Direkt an der Kall ist das unter Denkmalschutz stehende „Junkerhaus“ erhalten, genannt nach seinem letzten Besitzer Otto Junker. Es ist ein Doppelhaus mit einem mit Schießscharten versehenen vorgebauten Wehrturm. Dieser ist der älteste Teil von Simonskall und wurde um 1608 erbaut.
Oberhalb des Kremer-Hofes steht die Marienkapelle. Sie wurde 1934/1935 errichtet und ist heute ein beliebter Ort für Trauungen.
Die Gemeinde Vossenack mit dem Ortsteil Simonskall gehörte bis zum 31. Dezember 1971 zum Kreis Monschau. Im Rahmen der kommunalen Neugliederung (Aachen-Gesetz) entstand die Gemeinde Hürtgenwald in ihrer jetzigen Größe am 1. Januar 1972.

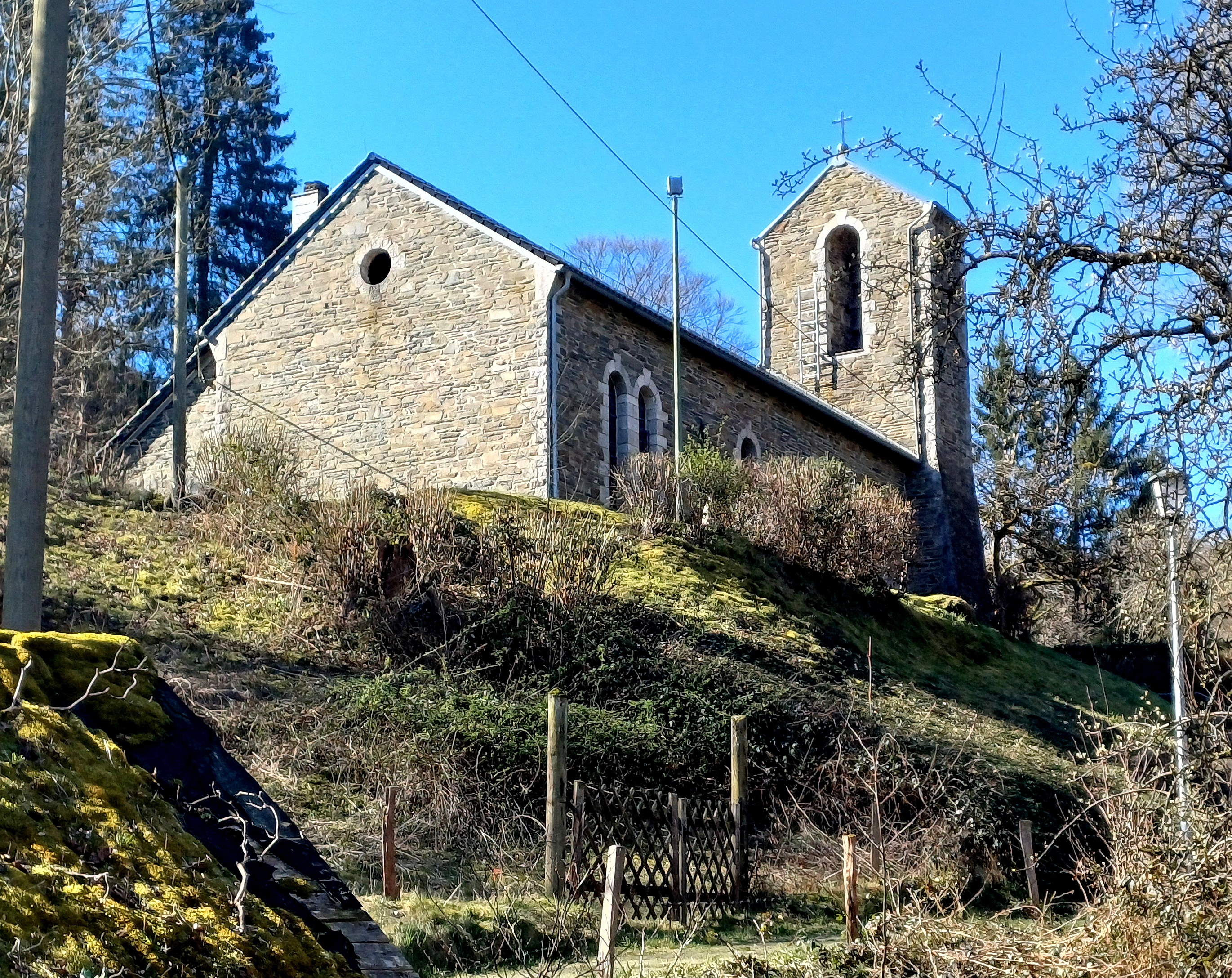
Marienkapelle
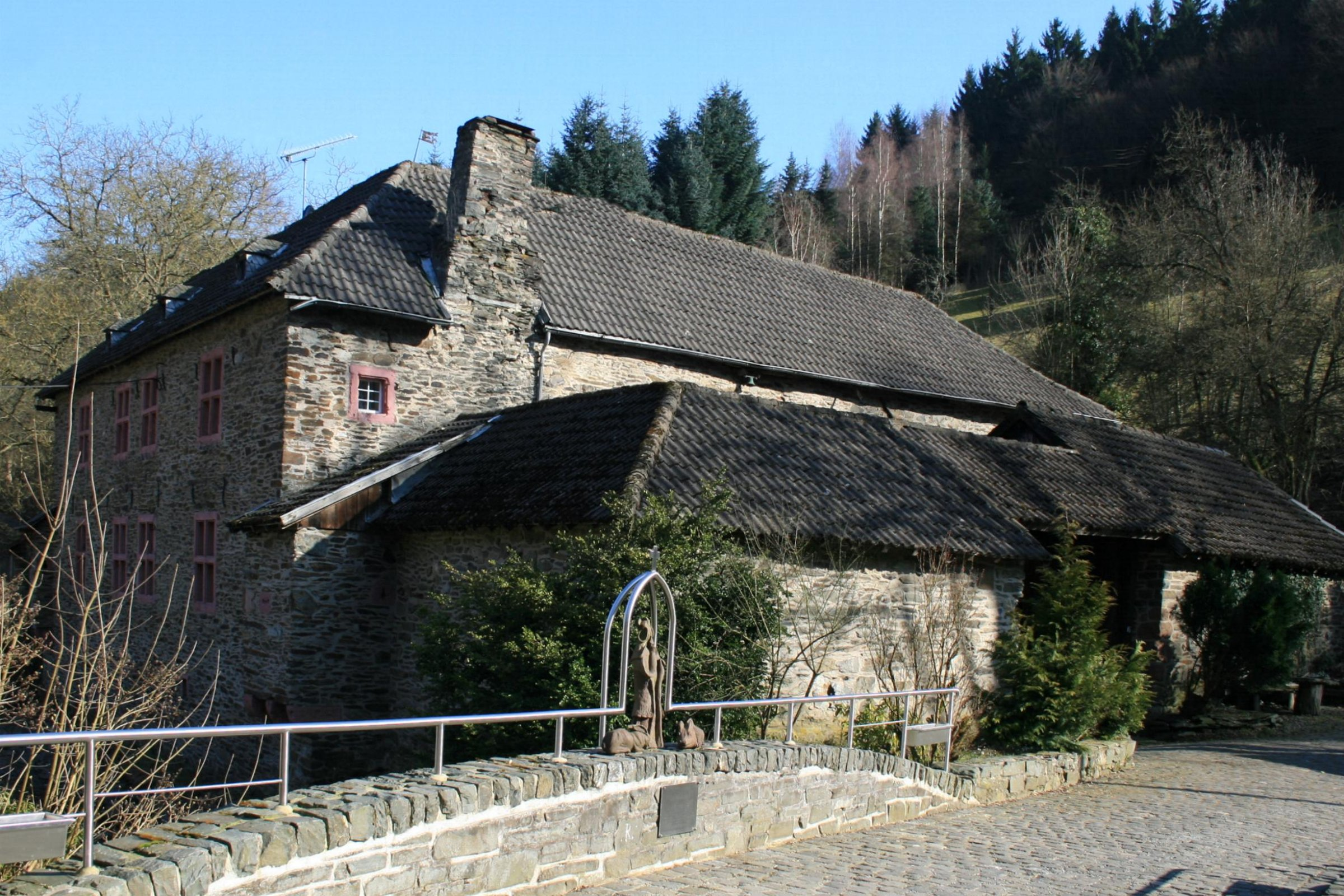
Kremer-Hof („Burg“)
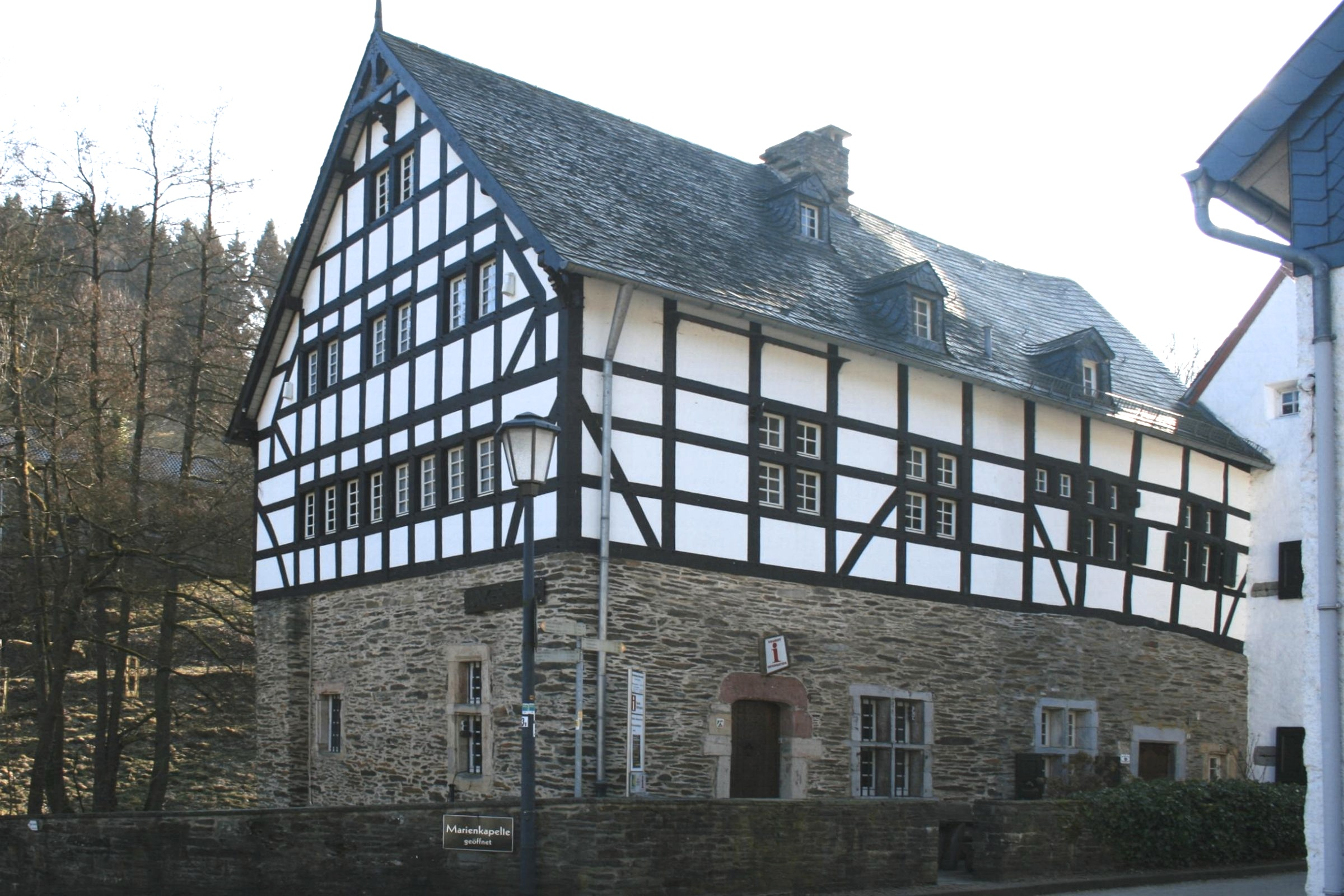
Junkerhaus
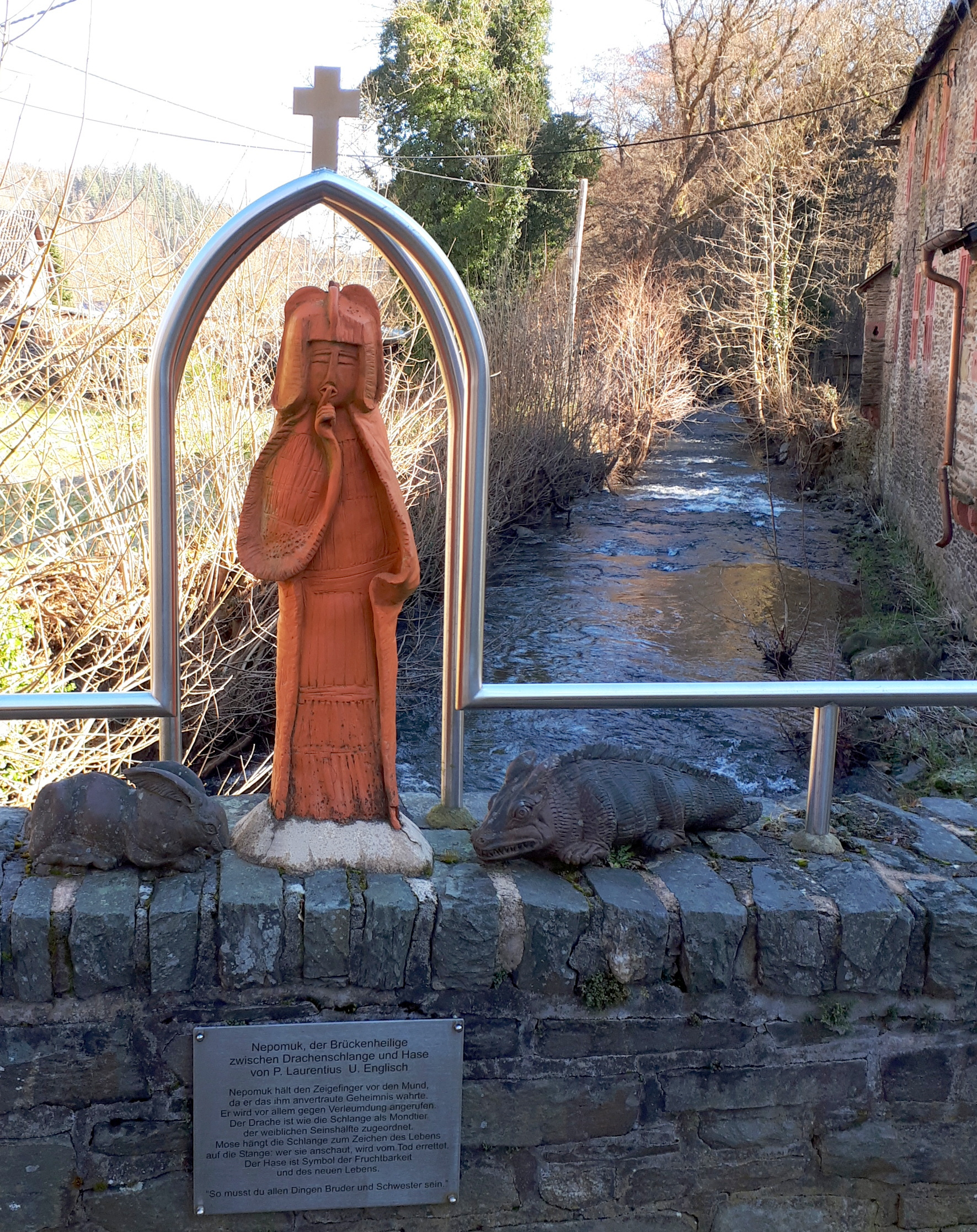
Nepomuk-Statue auf der Kallbrücke am Kremer-Hof
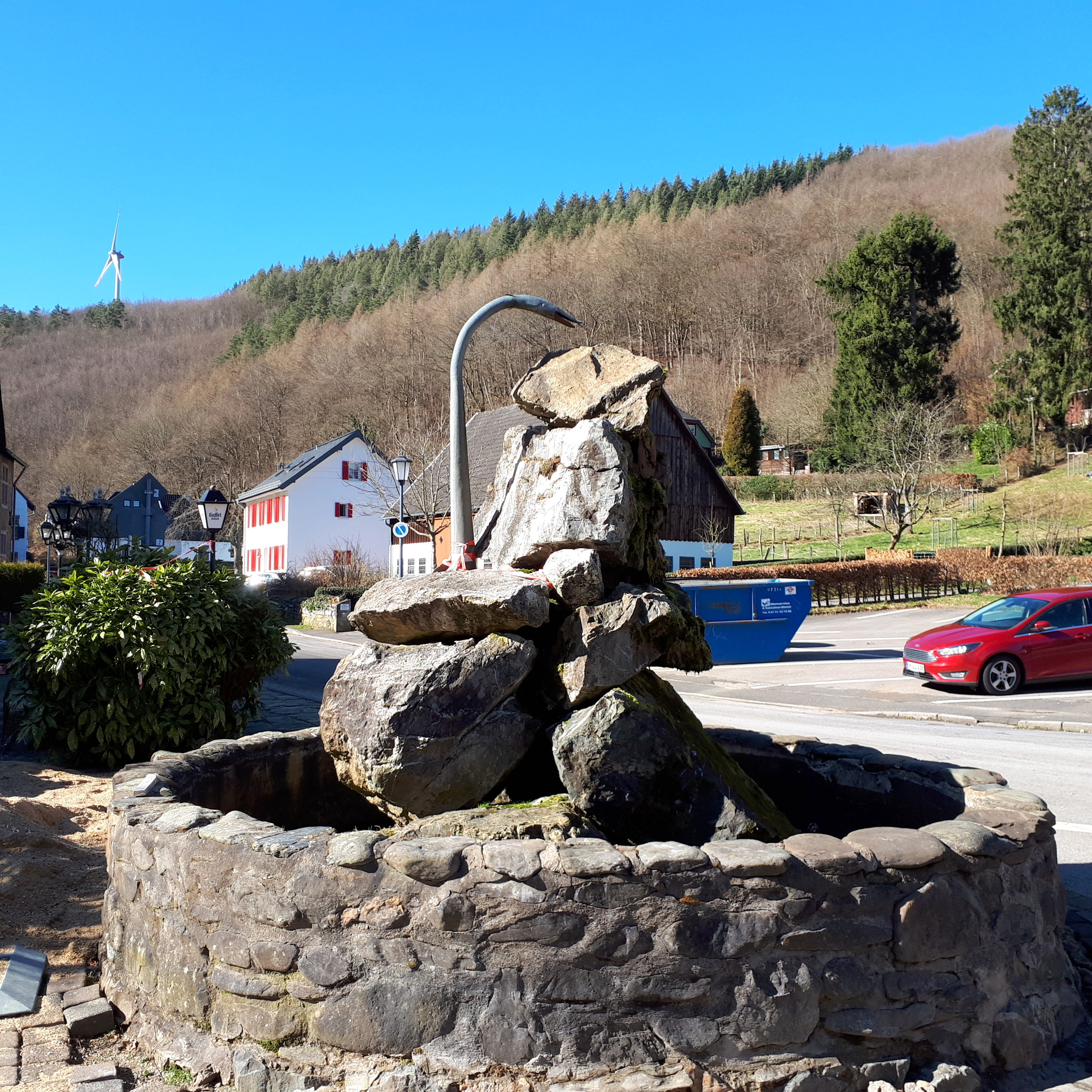
Schlangen-Brunnen
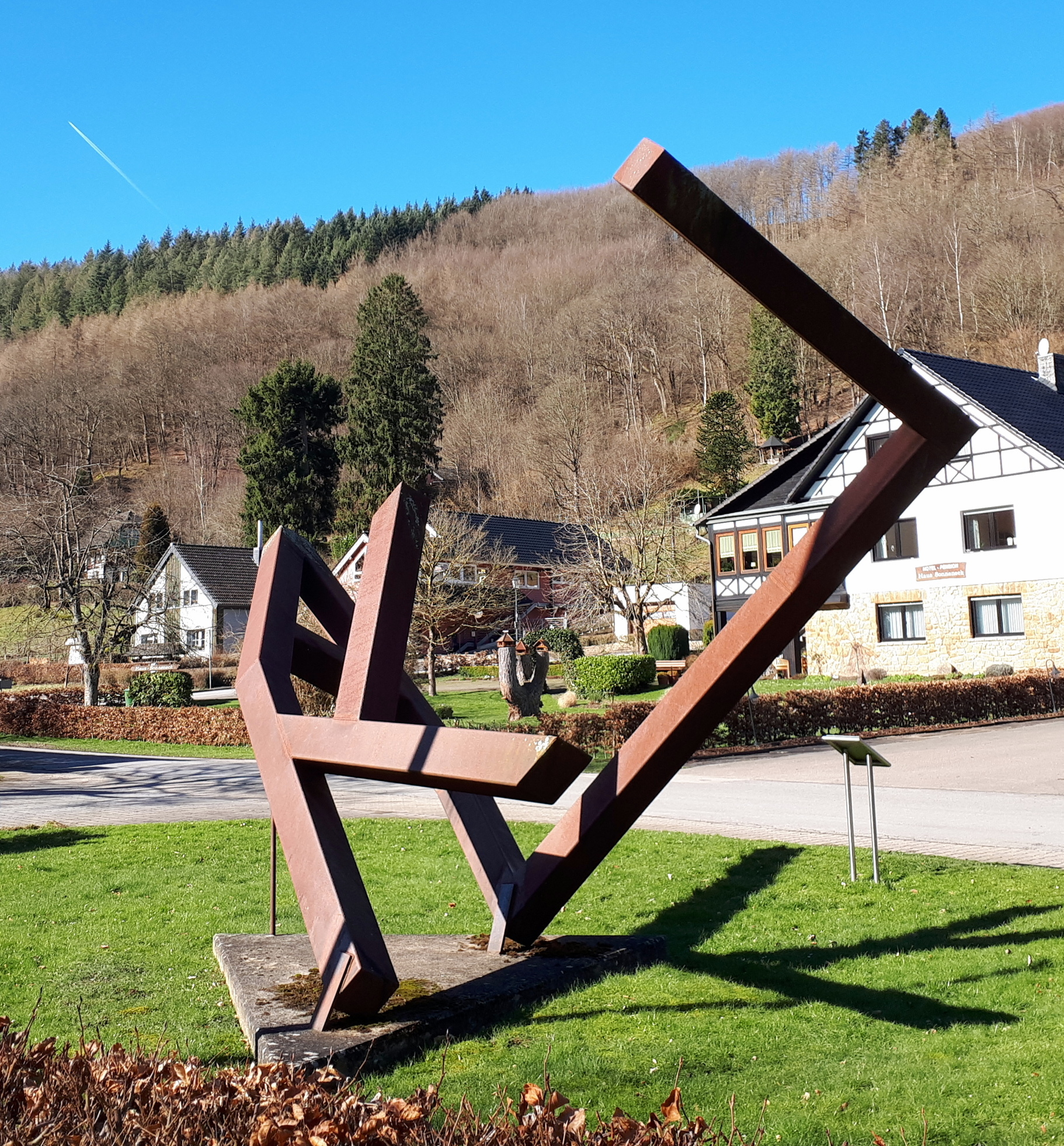
Stahlskulptur Tom Koesel 2003
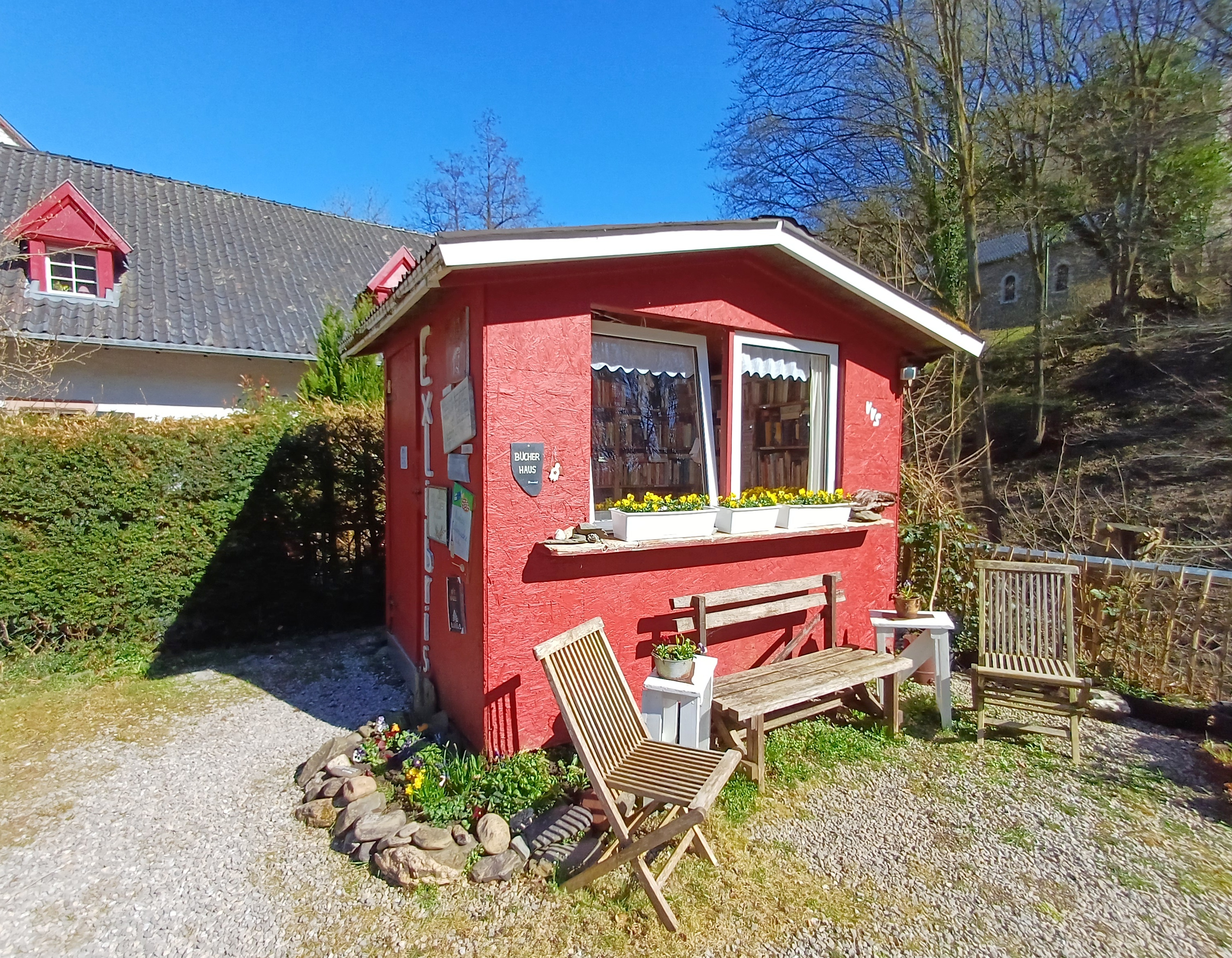
Bücherschrank

## Experiment Kalltalgemeinschaft
Eine der Begebenheiten in der Gemeinde Hürtgenwald war der Aufenthalt und das Wirken mehrerer junger Kölner Künstler in Simonskall in den Jahren von 1919 bis 1921. Einige von ihnen zählen heute mit zu den bedeutendsten Repräsentanten der konstruktivistischen Stilrichtung in Deutschland, ihre Werke befinden sich in vielen Museen der Welt.
Bei dieser Gruppe, welche sich nach dem gleichnamigen Fluss die Kalltalgemeinschaft nannte, handelte es sich im Kern um den Kunsthistoriker und Publizisten Carl Oskar Jatho, dessen Frau Käthe Jatho-Zimmermann, Schriftstellerin, den Maler und Graphiker Franz Wilhelm Seiwert sowie den Leipziger Maler und Bühnenbildner Franz Nitsche.
Die Künstler, die sich damals zeitweise in Simonskall im Junkerhaus aufhielten, rekrutierten sich vornehmlich aus dem Kreis der späteren Kölner Progressiven, deren künstlerisches Wirken von der Hinwendung zur konstruktivistischen Stiltendenz der 1920er Jahre dominiert war. In Simonskall hielten sich so bekannte Künstlerpersönlichkeiten auf wie Otto Freundlich, Heinrich Hoerle, Angelika Hoerle, Anton Räderscheidt, Marta Hegemann und Ret Marut, alias B. Traven mit Irene Mermet.
Neben der Schaffung von zahlreichen Bildern, Holzschnitten und Skulpturen, die fast alle von Seiwert stammten, beschäftigte sich die Kalltalgemeinschaft während ihres Aufenthaltes in der Eifel mit der Herstellung und Herausgabe von literarischen, z. T. graphisch illustrierten Texten: Insgesamt acht Werke, die unter dem Namen „Kalltalpresse, Druckschriften der Kalltal-Gemeinschaft“ in die Literatur- und Kunstgeschichte der Moderne im Rheinland Eingang gefunden haben. Band 4 – Franz Wilhelm Seiwerts „Welt zum Staunen“ wurde in einer Auflage vom 100 Exemplaren in Simonskall auf einer Handpresse hergestellt.

## Tourismus

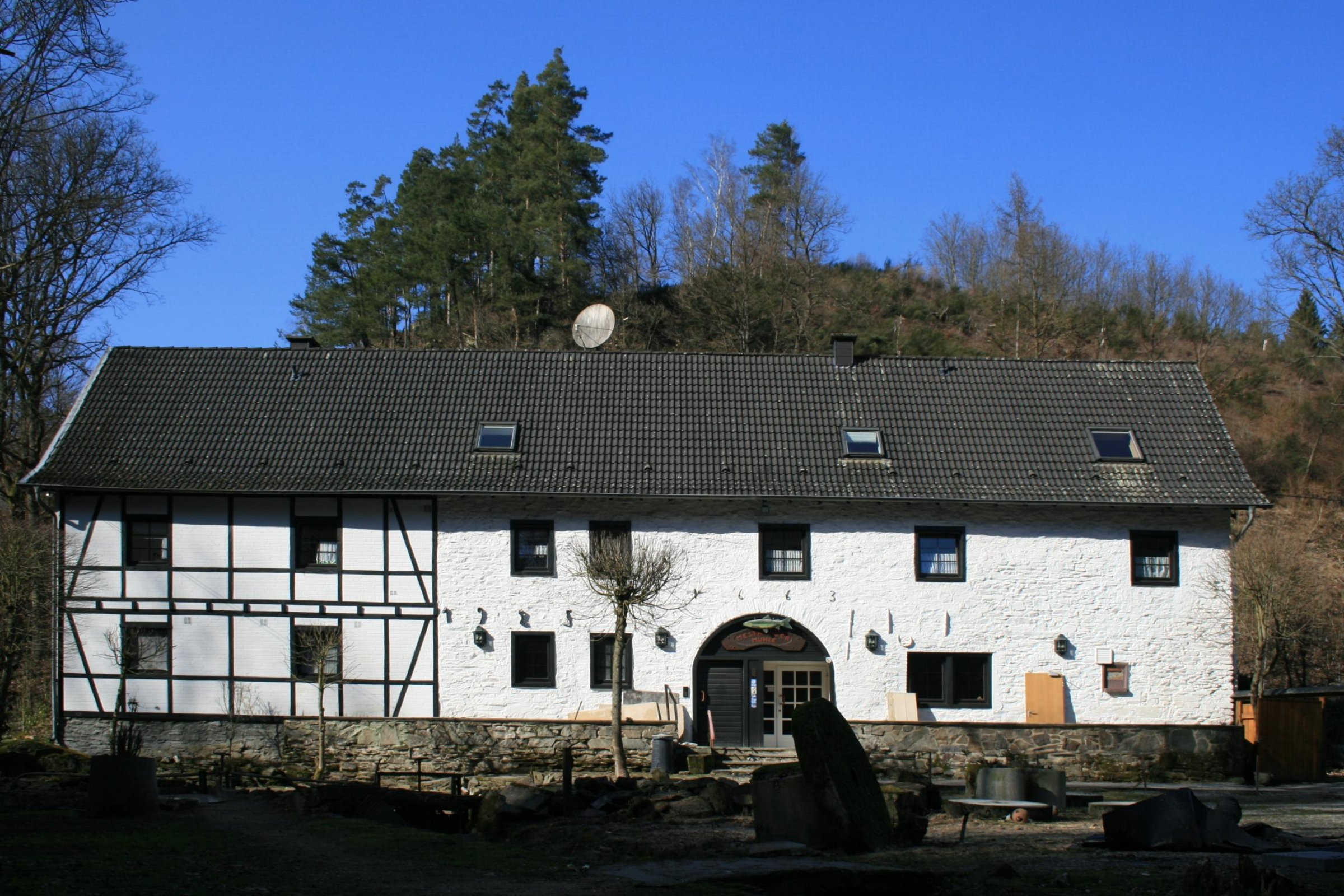
Mestrenger Mühle

Simonskall ist seit 2002 anerkannter Erholungsort  und im Verkehrsverein Vossenack Simonskall e. V. organisiert. Die Besitzerin des „Landhotels Kallbach“ errang beim Gründerpreis NRW 2017 den dritten Platz. Im „Junkerhaus“ sind als Touristeninformation das Haus des Gastes untergebracht sowie die Gedenkausstellungen „Windhunde mahnen zum Frieden“ und „Die Kalltalgemeinschaft“ (1919–1921). Das Museum „Hürtgenwald 1944 und im Frieden“ liegt in Vossenack.
Für die Feriengäste stehen mehrere Hotels und Pensionen zur Verfügung. Ein ausgedehntes Netz von Wanderwegen, die nahegelegene Kalltalsperre und vieles mehr stehen bereit. Der Historische Wanderweg „Auf den Spuren der Köhler, Berg- und Hüttenleute“ erschließt die Industrie- und Siedlungsgeschichte des Kalltales mit der Mestrenger Mühle und der Kremer Mühle.
Zu besichtigen ist auch ein Sanitätsbunker des Westwalls vom Typ Regelbau 32 mit aufgesetztem Haus. Dieses diente dabei nicht wie oft behauptet der Tarnung des Bunkers, sondern wurde erst in den 1950er Jahren erbaut.
Ebenso gibt es einen knapp 9 km langen Bunkerwanderweg, auf dem man Bunker verschiedener Regelbautypen besichtigen kann.
Zwischen Vossenack und Simonskall wurde 2015 der Mountainbikepark Hürtgenwald eröffnet.

## Sonstiges
- Wie einige andere Künstler auch, kam der Maler und Bildhauer Franz Wilhelm Seiwert von Köln aus nach dem Ersten Weltkrieg nach Simonskall. Mit drei weiteren Kölner Künstlern aus der „Gruppe progressiver Künstler“ (siehe Kölner Progressive), arbeitete er von 1919 bis 1921 im „Junkerhaus“.
- Vom 29. Juni bis zum 6. Juli 2008 feierte der Ort sein 400-jähriges Bestehen.
- Gemeinsam mit Vossenack und Raffelsbrand erhielt der Ort 2018 auf Landesebene im Wettbewerb „Unser Dorf hat Zukunft“ eine Silbermedaille.[12]